# حصة بنت عيسى بوحميد
حصة بنت عيسى بوحميد Hessa Bint Essa Buhumaid- عضو مجلس الوزراء ووزيرة تنمية المجتمع بدولة الإمارات العربية
المتحدة، مواليد 1980 بدولة الإمارات. تم تعيينها وزيرة لتنمية المجتمع في 19 أكتوبر 2017، لتبدأ دورها في تحسين وتعزيز التنمية الاجتماعية لجميع افراد المجتمع

## التعليم
- الماجستير مع مرتبة الشرف في إدارة الأعمال من الجامعة الأمريكية بالشارقة.
- بكالوريوس بامتياز مع مرتبة الشرف الأولى في تخصص الإدارة من جامعة زايد
- حاصلة على شهادة الدبلوم العالي في الإدارة العامة من جامعة لي كوان يو في سنغافورة

## المناصب[2]
- وزيرة تنمية المجتمع.
- مساعد المدير العام للخدمات الحكومية في وزارة شؤون مجلس الوزراء والمستقبل.
- المنسق العام لبرنامج الشيخ خليفة للتميز الحكومي.
- المدير التنفيذي لقطاع التميز
- المدير التنفيذي لقطاع الدعم المؤسسي.
- مساعد المدير العام لقطاع الخدمات الحكومية
- المشرف على برنامج قيادات حكومة الإمارات لتطوير قيادات الصف الأول والثاني في الحكومة.
- المشرف على تطوير الخدمات الحكومية في حكومة دولة الإمارات من خلال برنامج الإمارات للخدمة الحكومية المتميزة.
- المشرف على اطلاق مشروع مصنع الخدمات الحكومية.
- المشرف على مشروع رضا وسعادة المتعاملين عن الخدمات الحكومية.

## العضويات[2]
- عضو مجلس الوزراء
- رئيس مجلس إدارة صندوق الزكاة.
- رئيس مجلس جودة الحياة.
- نائب رئيس مجلس جودة الحياة الرقمية
- نائب رئيس مجلس إدارة الهيئة العامة للمعاشات والتأمينات الاجتماعية
- عضو المجلس الوزاري للتنمية.
- عضو مجلس إدارة المؤسسة الاتحادية للشباب.
- عضو المجلس الاتحادي للتركيبة السكانية.
- عضو مجلس إدارة المركز الاتحادي للتنافسية والاحصاء.
- عضو مجلس أمناء مؤسسة دبي للمستقبل.
- عضو لجنة قطاع الطفولة المبكرة بإمارة أبو ظبي.
- عضو اللجنة العليا لإدارة برنامج " سمو الشيخة فاطمة بنت مبارك للتميز والذكاء المجتمعي"
- عضو مجلس إدارة مجلس تنافسية الكوادر الإماراتية
- عضو مجلس الإمارات للتنمية المتوازنة.
- عضو اللجنة الوطنية العليا لعام التسامح 2019م
- عضو مجلس التعليم والموارد البشرية.
- رئيس لجنة المجتمع وارث الألعاب العالمية خلال الألعاب الإقليمية التاسعة 2018.والألعاب العالمية للأولمبياد الخاص 2019 في ابوظبي

## الجوائز والتكريمات[2]
- حاصلة على جائزة الشيخ راشد للتفوق العلمي(مرتان).
- حاصلة على جائزة اللجنة الأولمبية الوطنية لدول الخليج العربي عن فئة الشباب المبدعين المتميزين عام 2013.
- جائزة الموظف الحكومي المتميز الجديد عام 2003.
- خريجة برنامج الشيخ محمد بن راشد لإعداد القادة.